# Kómura Maszahiko
Kómura Maszahiko (japánul: 高村正彦, nyugaton: Kōmura Masahiko) (1942. március 15. –) japán politikus, a Liberális Demokrata Párt tagja, Jamagucsi prefektúra 1. választókerületének képviselője a alsóházban, az ország volt külügyminisztere Fukuda Jaszuo kormányában.